# Título de Director Técnico de ITEAF
El Título de Director Técnico de Inspección Técnica de Equipos de Aplicación de Productos Fitosanitarios (De forma abreviada Título de Director Técnico de ITEAF) es un certificado oficial de aptitud otorgado por las Unidades de Formación de las universidades españolas autorizadas tras cursas de forma satisfactoria los correspondientes plantes de estudios.

## Características

### La titulación
El certificado oficial de aptitud, que capacita profesionalmente para ejercer la profesión, se obtiene tras la realización y superación de la formación complementaria (Curso de especialización o extensión universitaria) establecida en el Real Decreto 1702/2011.

### Plan de Estudios
El contenido mínimo y horas lectivas para el curso de formación de directores técnicos de las ITEAF, según viene establecido en el Anexo IV sobre los criterios básicos de los programas de formación del personal perteneciente a las estaciones de ITEAF, es el siguiente:
| Tema | Tipo              | Duración |
| --- | ----------------- | -------- |
| Criterios generales sobre la aplicación de fitosanitarios y su influencia sobre la eficacia del tratamiento, la seguridad del operario y el medio ambiente.                    | Teoría            | 3 horas  |
| Características de los equipos de aplicación de fitosanitarios: clasificación, componentes, características constructivas, criterios de funcionamiento y selección.            | Teoría            | 8 horas  |
| Criterios de regulación y determinación del volumen de aplicación. Diagramas de distribución de los diferentes equipos. Ejercicios prácticos.                                  | Teoría + Práctica | 5 horas  |
| La inspección periódica de equipos de aplicación de fitosanitarios: finalidad, objetivos y organización.                                                                       | Teoría            | 3 horas  |
| Aspectos normativos, gestión de documentos y responsabilidad de la unidad de control.                                                                                          | Teoría            | 3 horas  |
| Control de calidad y calibración de la instrumentación: criterios y planificación en la unidad de inspección.                                                                  | Teoría            | 2 horas  |
| Equipos e instrumentación necesarios para la inspección: características técnicas y requisitos mínimos previstos.                                                              | Teoría + Práctica | 4 horas  |
| Elementos y/o aspectos a examinar durante el control de los equipos de aplicación. Criterios de aceptación o rechazo de acuerdo con la normativa establecida.                  | Teoría            | 3 horas  |
| Ejemplos prácticos de como efectuar el control de las diferentes tipologías de equipos (cultivos arbóreos y cultivos herbáceos).                                               | Prácticas         | 6 horas  |
| Cumplimentación de la documentación y emisión de informes. Organización y planificación de la transmisión de los resultados al centro oficial responsable de las inspecciones. | Teoría            | 3 horas  |

Cada curso tendrá una duración de 40 horas con una distribución aproximada de un 60% de contenidos teóricos y un 40% de prácticas.

### Unidades de Formación
Las Unidades de Formación de la Inspección son los centros de formación acreditados a nivel nacional para desarrollar la actividad docente necesaria para optar al certificado de aptitud de directores e inspectores de ITEAF. En España, las Unidades de Formación reconocidas por el Ministerio de Agricultura de forma oficial son las siguientes:
- El Departamento de Ingeniería Rural de la Universidad de Córdoba.
- La Escuela Politécnica Superior de Huesca de la Universidad de Zaragoza.
- La Escuela Técnica Superior de Ingenieros Agrónomos de Albacete de la Universidad de Castilla-La Mancha.
- La Escuela Superior y Técnica de Ingeniería Agraria de la Universidad de León.
- La Unidad de Mecanización Agraria de la Universidad Politécnica de Cataluña.
- El Departamento de Ingeniería Rural de la Escuela Técnica Superior de Ingenieros Agrónomos de la Universidad Pública de Navarra.
- La Unidad de Mecanización y Tecnología Agraria de la Universidad Politécnica de Valencia.
- La Escuela Técnica Superior de Ingeniería Agronómica de la Universidad de Sevilla.

## La profesión

### Requisitos previos
Para poder ejercer las funciones de director técnico, además del citado curso complementario, es necesario estar en posesión de una titulación universitaria de grado o de formación profesional de grado superior que incluya, en sus programas de estudios, materias relativas a la sanidad vegetal, a la producción agraria o a la fabricación y caracterización de maquinaria, o alternativamente, acreditar una formación de, al menos, 300 horas en dichas materias.
Algunas de las titulaciones a las que se alude y que cumplen los citados requisitos son: 
- Ingeniería de Montes.
- Ingeniería Técnica Forestal.
- Ingeniería Agrónoma.
- Ingeniería Técnica Agrícola.
- Grados Superiores de ramas forestales.
- Grados Superiores de ramas agrarias.

### Funciones
Las funciones conferidas a los directores técnicos vienen recogidas en el Real Decreto 1702/2011, de 18 de noviembre, y son las que se citan a continuación:
- El asesoramiento a los agricultores usuarios de los equipos de tratamiento de su idoneidad en el control de las plagas más características de la región en los que trabaja, así como de los productos utilizados.
- La implantación de los manuales de inspección atendiendo a los equipos y tratamientos más habituales en su región.
- El control de calidad, calibración y mantenimiento del instrumental existente.
- La elaboración de la memoria resultante de las inspecciones y remisión de la misma al órgano competente de la comunidad autónoma.
- La formación de los inspectores, coordinación de los mismos y resolución de los problemas que puedan presentarse en las revisiones.
- La firma del visto bueno del correspondiente certificado emitido por el inspector encargado de la revisión del equipo.